# IC 4357
IC 4357 ist eine Spiralgalaxie vom Hubble-Typ Sbc im Sternbild Jagdhunde am Nordsternhimmel. Sie ist rund 199 Millionen Lichtjahre von der Milchstraße entfernt.
Das Objekt wurde am 3. Juli 1896 von Stéphane Javelle entdeckt.